# Бледин (король Брихейниога)
Бледин (Бледдин; валл. Bleddyn; умер в 1093 году) — король Брихейниога.

## Биография
Бледин был сыном Мэнарха, правителя Феррега, Талгарта и Маура, таким образом, являвшегося владетелем большей части Брихейниога. Это позволяет назвать Мэнарха и Бледдина, королями Брихейниога. Возможно, Бледдин был сыном не Мэнарха, а сыном его сына Риса и, таким образом, приходился Мэнарху внуком. Женой Бледдина стала Элейн, сестра Риса Дехейбартского.
К востоку от владений Бледдина стал усиливаться барон Бернард де Нёфмарш. К осени 1088 года он захватил Гласбери у Бледдина. На протяжении последующих двух лет отряды Бернарда продвинулись далее вглубь Брихейниога. Заняв коммот Бронллис, они направились на юг и установили контроль над верхней частью долины Аска. В 1091 году Бернард достиг центральных областей Брихейниога, где был основан замок Брекон, ставший центром нормандских владений в регионе. В течение следующих лет, очевидно, Бернард занимался подчинением прилегающих территорий.
Экспансия Бернарда де Нёфмарша в юго-восточном Уэльсе разрушила систему «буферных» валлийских княжеств и стала представлять угрозу для Дехейбарта, сильного государства, расположенного на юго-западе Уэльса. Король Дехейбарта Рис ап Теудур объединился с Бледдином и в 1093 году атаковал отряды Бернарда к северу от Брекона. Сражение завершилось полным разгромом валлийцев, а Рис и Бледин погибли. Это устранило последнее препятствие к окончательному завоеванию Брихейниога, который к концу 1093 года перешёл под власть Бернарда де Нёфмарша. Эта область получила теперь новое англонормандское название Брекнокшир, по названию главной её крепости.
У Бледдина от Элейн был сын Блегурд, также был Гугон, который родился в 1086 году, хотя возможно, что он был сыном Блегурда. Так как Блегурд приходился родственником королям Дехейбарта, он мог бежать туда.